# Махно, Григорий Иванович
Григо́рий Ива́нович Махно́ (24 января 1886 — январь 1920) — командир повстанцев, родной брат Нестора Махно.

## Биография
Григорий родился в крестьянской семье в селе Гуляйполе 24 января 1883 года, отец Иван Родионович (1846—1889), садовник, затем кучер, мать Евдокия (в девичестве Передерий). Был женат на крестьянке Христине, имел двоих дочерей Марию и Елизавету.
В 1907 году присоединился к группе анархо-коммунистов «Союз бедных хлеборобов». В этом же году был призван в армию. Участник Первой мировой войны. Воевал в звании рядового 15 роты 244 пехотного Красноставского полка. В апреле 1915 года во время боёв в Карпатах попал в плен к австрийцам. С июля 1915 года содержался в лагере города Фельдбах.
В 1918 году принимал участие в обороне Донецко-Криворожской республики в составе анархо-коммунистического отряда, вместе с которым отступил на Царицын. В Царицыне Григория назначили начальником штаба 37-й бригады РККА на Царицынском фронте.
Весной 1919 вернулся в родное Гуляйполе и присоединился к махновцам. В РПАУ Григорий занимал должности члена штаба бригады им. Н. Махно, некоторое время был начальником штаба объединенных повстанческих войск Нестора Махно и Григорьева, затем членом штаба РПАУ.
По одной из версии убит в бою с белогвардейцами под Уманью 18 сентября 1919 году вместе с Исидором Лютым.
По второй версии Григорий погиб, наткнувшись под Пологами на цепь кавалеристов. Он подъехал к ним, решив, что это махновцы. Но это была кавалерия кадетов, они убили Григория и забрали у него 20 000 золотых рублей и 700 000 николаевских.
Есть сведения, что Григорий был пленён и расстрелян бойцами 42-й стрелковой дивизии в январе 1920 года в Гуляйпольской волости.

## Память
В состав РПАУ в 1920-х входил бронепоезд, который назывался «Памяти Григория Махно». На бронепоезде поверх старой надписи красной краской было написано «Бронепоезд памяти светлого борца за свободу товарища Григория Махно».